# Édouard Louis Chavannes
Édouard Louis Chavannes (1805 - 1861 ) fue un botánico y filántropo religioso suizo; y fue alumno de de Candolle (1778-1841). En la Academia de Lausanna, la existencia de una Sociedad de Historia natural influencia en el desarrollo de la botánica, y su primer profesor extraordinario fue Édouard Louis Chavannes, en 1835.
El Museo de botánica del Cantón de Vaud creado en 1824, poseía un «herbario numeroso». Veinte años más tarde, con las colecciones botánicas dependientes del Museo de historia natural, se lo nombra como curador (1844).

## Algunas publicaciones
- 1840. Sommaire du cours des sciences physiques donné à l'Ecole normale, manuscrito, 264 pp.

- 1833. Monographie des antirrhinées. París & Lausanna, 190 pp.

- 1830. Mémoire sur les propriétés et les usages de la fécule amylacée, considérée dans les divers végétaux qui la contiennent. Ed. Samuel Delisle, 35 pp.

## Honores

### Eponimia
Género
- (Apocynaceae) Chavannesia A.DC.[2]

Especies
- (Scrophulariaceae) Antirrhinum × chavannesii Rothm.[3]